# 4015-ös busz
A 4015-ös jelzésű autóbuszvonal egy Eger és Mezőkövesd között közlekedő helyközi járat, amelyet a Volánbusz Zrt. üzemeltet munkanapokon.

## Útvonala
Eger autóbusz-állomásról indul. Egyetlen munkanapi indítás a Dobó István Gimnáziumtól van, 700 méterre található az állomástól. A Gárdonyi Géza Színház felé halad. Itt a vonal kettő felé szakad: kisebbik része a vasútállomás felé megy, nagyobbik része a Kistályai úton megy, annyi a különbség közöttük, hogy előbbi az egri Tompa utca után legközelebb Mezőkövesden áll meg, míg utóbbi Andornaktálya községet is kiszolgálja. 11 kilométeren át megálló nincs útjában, Mezőkövesden a Váci Mihály utca következik. Munkanapokon mindössze 1 pár indítás a Zsóry Gyógyfürdőt is érinti. A város új autóbusz állomásán végállomásozik.
Ellentétes irányban útvonala változatlan.

## Közlekedése
Indításszáma átlagos, kizárólag munkanapokon közlekedik, de nem egy vonal köti össze a két várost, leginkább a borsodi irányból.
2019-ig, amíg a vonalat az ÉMKK üzemeltette, 3421-es számú autóbuszvonalként volt említett.
| Útvonal                                      | Indításszáma    | Közlekedése               |
| -------------------------------------------- | --------------- | ------------------------- |
| Eger, Dobó Gimnázium ➝ Mezőkövesd, aut. áll. | 1 oda           | munkanapokon              |
| Eger, aut. áll. – Mezőkövesd, aut. áll.      | 6 oda, 4 vissza | tanítási napokon          |
| Eger, aut. áll. – Mezőkövesd, aut. áll.      | 4 pár           | tanszünetben munkanapokon |

## Megállóhelyei

### Eger ➝ Eger vá. ➝ Mezőkövesd
| 0 | Eger, autóbusz-állomás végállomás       | 0.0 km  | 2, 2A, 4, 5, 5A, 6, 7, 7A, 11, 12, 14, 14E, 16, 17, 112, 914 1049, 1050, 1051, 1053, 1054, 1343, 1344, 1346, 1347, 1348, 1349, 1351, 1352, 1362, 1380, 1383, 1426, 1427, 1428, 1447, 1466, 1468, 1517 3400, 3402, 3403, 3405, 3406, 3407, 3408, 3409, 3410, 3411, 3412, 3414, 3415, 3416, 3417, 3418, 3419, 3420, 3423, 3424, 3426, 3430, 3431, 3432, 3433, 3434, 3435, 3440, 3441, 3442, 3443, 3444, 3445, 3446, 3448, 3450, 3455, 3456, 3457, 3458, 3462, 3469, 3470, 3471, 3472, 3473, 3474, 3476, 3479, 3480, 3481, 3482, 3483, 3484, 3488, 3604, 3660, 3667, 4012, 4014, 4157 |
| 1 | Eger, vasútállomás bejárati út          | 1.6 km  | 11, 12, 14, 14E, 112, 113 1050, 1051, 1053, 1054, 1343, 1348, 1362, 1380, 1427, 1466, 1517 3400, 3402, 3408, 3410, 3411, 3414, 3423, 3424, 3426, 3430, 3431, 3432, 3433, 3434, 3435, 3436, 3440, 3441, 3442, 3443, 3444, 3445, 3446, 3448, 3472, 3479, 3482, 3484, 3667, 4011, 4157 Agria InterRégió, személyvonat – Eger [87/87a] |
| 2 | Eger, nagyváradi út                     | 2.3 km  | 3A, 6, 11, 12, 13, 14, 14E, 16, 112, 113, 914 1050, 1346, 1380, 1427, 1517 3402, 3407, 3408, 3410, 3411, 3414, 3423, 3430, 3431, 3433, 3435, 3442, 3443, 3445, 4011, 4157 |
| 3 | Eger, Tompa utca                        | 3.0 km  | 3A, 6, 11, 12, 13, 14, 14E, 16, 112, 113, 914 1050, 1051, 1053, 1054, 1343, 1346, 1348, 1362, 1380, 1427, 1466, 1517 3402, 3408, 3410, 3411, 3414, 3423, 3424, 3426, 3430, 3431, 3432, 3433, 3434, 3435, 3436, 3440, 3441, 3442, 3443, 3444, 3445, 3446, 3448, 3472, 3479, 3482, 3484, 3667, 4011, 4157 |
| 4 | Mezőkövesd, Váci Mihály utca            | 20.9 km | 1, 2 1050, 1344, 1380, 1381, 1426, 1427, 1428, 1447, 1468 3406, 3419, 4011, 4018, 4021, 4022, 4157 |
| 5 | Mezőkövesd, SZTK rendelőintézet         | 21.9 km | 1, 2, 2B, 3 1344, 1375, 1377, 1426, 1427, 1428, 1447, 1448, 1468 3406, 3416, 3418, 3419, 3749, 4001, 4006, 4007, 4008, 4009, 4010, 4011, 4014, 4016, 4017, 4019, 4023, 4026, 4030, 4157 |
| 6 | Mezőkövesd, Széchenyi utca              | 22.6 km | 1, 2B, 3 1344, 1375, 1377, 1426, 1427, 1428, 1447, 1448, 1468 3406, 3416, 3418, 3419, 3749, 4001, 4006, 4007, 4008, 4009, 4010, 4011, 4014, 4016, 4017, 4019, 4023, 4026, 4030, 4157 |
| 7 | Mezőkövesd, autóbusz-állomás végállomás | 23.3 km | 1, 2B, 3 1344, 1375, 1377, 1426, 1427, 1428, 1447, 1448, 1468 3406, 3416, 3418, 3419, 3749, 4001, 4006, 4007, 4008, 4010, 4014, 4016, 4017, 4019, 4023, 4026, 4030, 4157 InterRégió, Ezüstpart expresszvonat, Hernád-Zemplén InterCity, Hernád nemzetközi InterCity\|Hernád nemzetközi InterCity]], Borsod InterCity, Hámor InterCity, személyvonat – Mezőkövesd [80.] |

### Eger – Eger, Kistályai út – Mezőkövesd
| 0                                            | Eger, Dobó Gimnázium végállomás         | 0.0 km  | 2, 2A, 5, 5A, 6, 7, 7A, 11, 12, 14, 14E, 16, 17, 112, 914 1344 3405, 3406, 3414 |
| 1                                            | Eger, autóbusz-állomás végállomás       | 0.7 km  | 2, 2A, 4, 5, 5A, 6, 7, 7A, 11, 12, 14, 14E, 16, 17, 112, 914 1049, 1050, 1051, 1053, 1054, 1343, 1344, 1346, 1347, 1348, 1349, 1351, 1352, 1362, 1380, 1383, 1426, 1427, 1428, 1447, 1466, 1468, 1517 3400, 3402, 3403, 3405, 3406, 3407, 3408, 3409, 3410, 3411, 3412, 3414, 3415, 3416, 3417, 3418, 3419, 3420, 3423, 3424, 3426, 3430, 3431, 3432, 3433, 3434, 3435, 3440, 3441, 3442, 3443, 3444, 3445, 3446, 3448, 3450, 3455, 3456, 3457, 3458, 3462, 3469, 3470, 3471, 3472, 3473, 3474, 3476, 3479, 3480, 3481, 3482, 3483, 3484, 3488, 3604, 3660, 3667, 4012, 4014, 4157 |
| Csak az ellentétes irányból érkezők érintik. |                                         |         | |
| ∫                                            | Eger, színház                           | ∫       | 2, 2A, 7, 7A, 11, 12, 14, 14E, 17, 112 1053, 1054, 1343, 1344, 1346, 1348, 1362, 1380, 1381, 1426, 1427, 1428, 1447, 1468, 1517 3402, 3408, 3410, 3411, 3414, 3419, 3420, 3423, 3424, 3426, 3430, 3431, 3433, 3434, 3435, 3436, 3440, 3441, 3442, 3443, 3444, 3445, 3448, 3667, 4011, 4014, 4018, 4021, 4022, 4157 |
| 2                                            | Eger, Hadnagy utca                      | 2.7 km  | 2, 2A, 3A, 4, 5, 5A, 6, 16, 914 1343, 1344, 1346, 1380, 1381, 1426, 1427, 1428, 1447, 1468 3405, 3406, 3419, 3420, 3424, 3426, 3431, 3435, 4014, 4018, 4021, 4022 |
| 3                                            | Eger, ZF Hungária Kft.                  | 4.1 km  | 4, 5 1343, 1344, 1346, 1380, 1381, 1426, 1427, 1428, 1447, 1468 3405, 3424, 3426, 3431, 3435, 4014, 4018, 4021, 4022 |
| 4                                            | Eger, Erzsébet-völgy                    | 5.3 km  | 4, 5 1381, 1426, 1427, 1428 3405, 3424, 3426, 3431, 3435, 4014, 40185, 4021 |
| 5                                            | Eger, Kistályai út                      | 6.1 km  | 1344, 1380, 1381, 1426, 1427, 1428, 1447, 1468 3405, 3414, 3423, 3424, 3426, 3431, 3435, 3436, 4014, 4018, 4021, 4157 |
| 6                                            | Andornaktálya, iskola                   | 7.3 km  | 1343, 1344, 1346, 1380, 1381, 1426, 1427, 1428, 1447, 1468 3405, 3414, 3423, 3424, 3426, 3431, 3435, 3436, 4014, 4018, 4021, 4157 |
| 7                                            | Andornaktálya, községháza               | 8.3 km  | 1344, 1381, 1426, 1427, 1428 3405, 3414, 3423, 3424, 3426, 3431, 3435, 3436, 4014, 4018, 4021, 4157 |
| 8                                            | Andornaktálya, szociális otthon         | 9.7 km  | 1343, 1344, 1346, 1380, 1381, 1426, 1427, 1428, 1447, 1468 3405, 3414, 3423, 3424, 3426, 3431, 3435, 3436, 4014, 4018, 4021, 4157 |
| 9                                            | Mezőkövesd, Váci Mihály utca            | 21.1 km | 1, 2 1050, 1344, 1380, 1381, 1426, 1427, 1428, 1447, 1468 3406, 3419, 4011, 4018, 4021, 4022, 4157 |
| Munkanapokon 2 indítás érinti.               |                                         |         | |
| ∫                                            | Mezőkövesd, gyógyfürdő                  | ∫       | 2, 2B 1376 3749, 4013, 4014, 4157 |
| 10                                           | Mezőkövesd, SZTK rendelőintézet         | 22.1 km | 1, 2, 2B, 3 1344, 1375, 1377, 1426, 1427, 1428, 1447, 1448, 1468 3406, 3416, 3418, 3419, 3749, 4001, 4006, 4007, 4008, 4009, 4010, 4011, 4014, 4016, 4017, 4019, 4023, 4026, 4030, 4157 |
| 11                                           | Mezőkövesd, Széchenyi utca              | 22.8 km | 1, 2B, 3 1344, 1375, 1377, 1426, 1427, 1428, 1447, 1448, 1468 3406, 3416, 3418, 3419, 3749, 4001, 4006, 4007, 4008, 4009, 4010, 4011, 4014, 4016, 4017, 4019, 4023, 4026, 4030, 4157 |
| 12                                           | Mezőkövesd, autóbusz-állomás végállomás | 23.5 km | 1, 2B, 3 1344, 1375, 1377, 1426, 1427, 1428, 1447, 1448, 1468 3406, 3416, 3418, 3419, 3749, 4001, 4006, 4007, 4008, 4010, 4014, 4016, 4017, 4019, 4023, 4026, 4030, 4157 InterRégió, Ezüstpart expresszvonat, Hernád-Zemplén InterCity, Hernád nemzetközi InterCity, Borsod InterCity, Hámor InterCity, személyvonat – Mezőkövesd [80.] |